# 보렐-카라테오도리 정리
보렐-카라테오도리 정리(Borel–Carathéodory theorem, -定理)는 복소해석학의 정리로, 프랑스 수학자 에밀 보렐과 그리스 수학자 콘스탄티노스 카라테오도리의 이름이 붙어 있다. 이 정리는 임의의 해석함수의 절댓값에는 그 실수부의 최댓값을 적절히 이용해서 상계를 잡을 수 있다는 것을 보여준다.

## 공식화
복소 변수 함수 f(z)가 |z|≤R에서 해석적이라 하고 {\displaystyle A(r)=\max _{|z|=r}{\mathfrak {R}}f(z)} 라 하면, 0<r<R에 대하여 다음 부등식이 성립한다.
{\displaystyle \max _{|z|=r}|f(z)|\leq {\frac {2r}{R-r}}A(R)+{\frac {R+r}{R-r}}|f(0)|.}

## 증명의 개략
이 정리의 증명은 다음과 같은 단계로 할 수 있다.
1. 먼저 f(z)가 상수함수일 때는 분명하므로 f(z)를 상수함수가 아니라 가정하자.
2. 이때 {\displaystyle g(z):={\frac {f(z)}{2A(R)-f(z)}}}를 잡으면 이 함수는 |z|≤R에서 해석적이다.
3. |z|≤R에서 |g(z)|≤1임을 간단한 대수적 조작으로 증명할 수 있다. 따라서 이 함수에 슈바르츠 보조정리를 적용한다.
4. 그리고 약간의 대수적 조작을 거쳐 {\displaystyle |f(z)|\leq {\frac {2rA(R)}{R-r}}}를 얻고, 곧바로 f(0) = 0일 때가 증명된다.
5. f(0) ≠ 0인 경우에는 {\displaystyle |f(z)-f(0)|\leq {\frac {2r}{R-r}}(A(R)+|f(0)|)} 이 성립하므로, 절댓값을 풀고 식을 정리하면 증명된다.

## 같이 보기
- 해석함수
- 조화 함수

## 참고 문헌
- 고석구, 《복소해석학개론》, 경문사, 2005.